# Канела II (Кјети)
Канела II (итал. Cannella II) је насеље у Италији у округу Кјети, региону Абруцо.
Према процени из 2011. у насељу је живело 23 становника. Насеље се налази на надморској висини од 126 м.